# Agustí
Agustí és un nom propi masculí que prové del llatí Augustinus, que deriva d'Augustus, per tant, significaria "relatiu a August" o "pertanyent a August"; i també se li pot donar el mateix significat que August: "consagrat pels augurs". El nom va ser popularitzat per Sant Agustí d'Hipona. En femení és Agustina.

## Santoral
28 d'agost: Agustí d'Hipona.

## En altres llengües
El nom d'Agustí en altres llengües.
- Alemany: Augustinus
- Francès: Augustin
- Anglès: Augustine
- Espanyol: Agustín
- Llatí: Augustinus
- Portuguès: Agostinho